# Жечиця (Польковицький повіт)
Жечиця (пол. Rzeczyca, нім. Rietschütz, 1937-45 Roggenfelde) — село в Польщі, у гміні Ґрембоциці Польковицького повіту Нижньосілезького воєводства.
Населення — 389 осіб (2011).
У 1975-1998 роках село належало до Легницького воєводства.

## Демографія
Демографічна структура станом на 31 березня 2011 року:
|          | Загалом | Допрацездатний вік | Працездатний вік | Постпрацездатний вік |
| -------- | ------- | ------------------ | ---------------- | -------------------- |
| Чоловіки | 206     | 42                 | 148              | 16                   |
| Жінки    | 183     | 42                 | 101              | 40                   |
| Разом    | 389     | 84                 | 249              | 56                   |